# Ursula Wölfel
Ursula Wölfel (Hamborn, 16 de septiembre de 1922 − Heidelberg, 23 de julio de 2014) fue una profesora y escritora alemana de literatura infantil. Wölfel estudió literatura alemana en la Universidad de Heidelberg. Después de la Segunda Guerra Mundial, estudió para maestra de primaria y se convirtió en profesora de educación especial.
En 1954, publicó su primer libro para niños. A partir de 1961, se dedicaba a escribir a tiempo completo. Desde 1972, fue miembro del PEN Club Internacional.

## Distinciones
- 1962, Deutscher Jugendliteraturpreis por Feuerschuh und Windsandale.
- 1991, Buxtehuder Bulle por Una casa para todos.
- 1991, Premio especial: Premio de los autores (Deutscher Jugendliteraturpreis).

## Selección de obras
- Hans im Glück. Das alte Märchen als modernes Klassenspiel (1959)
- Der rote Rächer und die glücklichen Kinder (1959)
- Fliegender Stern (1959)
- Sinchen hinter der Mauer (1960) Detrás del muro. Editada en español por editorial Noguer
- Feuerschuh und Windsandale (1961) Zapatos de Fuego, Sandalias de Viento. Editada en español por editorial Noguer (1962)
- Mond, Mond, Mond (1962) Historia de Pimmi. Editada en español por editorial Noguer
- El señor Wendelin (1963)
- Julius (1964) Las travesuras de Julio. Editada en español por editorial Noguer
- Cosas maravillosas. Mi primer libro de lectura (1966)
- Siebenundzwanzig Suppengeschichten (1968)
- Achtundzwanzig Lachgeschichten (1969)
- Das blaue Wagilö (1969)
- Das Wundertor (1969)
- Die grauen und die grünen Felder. Wahre Geschichten (1970)
- Sechzehn Warum-Geschichten von den Menschen  (1971)
- Joschis Garten (1972)
- Nebenan wohnt Manuel (1972)
- Du wärst der Pienek. Spielgeschichten, Spielentwürfe, Spielideen (1973)
- Veintinueve historias locas (1974)
- Geschichten-Sammelsurium (1974)
- Der Nachtvogel. Eine Geschichte (1974)
- Una jaula para los pájaros amarillos (pieza de teatro infantil, 1979)
- Jacob, der ein Kartoffelbergwerk träumte. Nacherzähltes aus seinem Leben 1832-1854 (1980)
- Hermano Francisco de Asís (1981)
- Abecedario Fantástico (1991)
- Historias graciosas (1986)
- De mañana hasta la noche (1987)
- El viaje de Ana (1989)
- Una casa para todos (1991)
- La carta de la suerte (1993)
- Von der Zaubermütze und elf andere winzige Geschichten (1996)
- Vom Apfelhäuschen und elf andere winzige Geschichten (1996)
- Morgenkind. Geschichten zum Vorlesen (1997)
- Das schönste Martinslicht (2003)
- Nur für Weiße
- Los otros niños